# Carmen proibita (film 1984)
Carmen proibita (Carmen nue) è un film del 1984 diretto da Albert López.
Pellicola di produzione franco-spagnola, remake dell'omonimo film di Giuseppe Maria Scotese del 1953.

## Trama
Carmen è una gitana complice dei contrabbandieri, che si rifugia nella cabina del capitano José. Questi si innamora di lei e la va a trovare nella taverna dove lei è solita danzare, e resta legato alla donna che, dedita ad amori occasionali e a loschi traffici, spesso si dimentica di lui.